# Matthew Fries
Matthew Fries (* 24. September 1968 in Selinsgrove, Snyder County, Pennsylvania) ist ein US-amerikanischer Jazzmusiker (Piano, Komposition) des Modern Jazz und Hochschullehrer.

## Leben und Wirken
Fries wuchs in einem musikalischen Elternhaus auf; seine Mutter war Sängerin klassischer Musik, sein Vater Professor für Piano an der Susquehanna University, bei dem er auch ersten Unterricht erhielt. Nach einem Kurs über die Geschichte des Jazz wandte er sich dem Jazzpiano zu. Nach Erwerb des Bachelors am Ithaca College in Ithaca studierte er an der University of Tennessee; nach seinem Masterabschluss unterrichtete er dort und hatte zudem Unterricht bei Donald Brown.
In den folgenden Jahren lebte Fries in New York City; erste Aufnahmen entstanden 1996, als er in der Bigband von Bill Mobley spielte (Live at Smalls). Er arbeitete mit eigenem Trio TRI-FI, mit dem er auch den Sänger Curtis Stigers begleitete, außerdem mit Stacey Kent, Ann Hampton Callaway, Dee Dee Bridgewater, Vincent Herring, Steve Wilson, Joel Frahm, Steve LaSpina, Dave Samuels, Claudio Roditi, Bob Merrill, Vinson Valega und Terell Stafford. Im Bereich des Jazz war er laut Tom Lord zwischen 1996 und 2018 an 39 Aufnahmesessions beteiligt.
Fries ist Professor für Jazzpiano an der Western Michigan University.

## Diskographische Hinweise
- Matthew Fries/Gregory Ryan/Vinson Valega: Live @ 147 (Just Jazz, 2000)
- Song for Today (TCB, 2001), mit Bill Mobley, Vincent Herring, Gregory Ryan, Vinson Valega
- Tri-Fi: Postcards (2007), mit Steve Wilson, Phil Palombi, Keith Hall
- Parallel States (Xcappa, 2016) solo